# NIFL Premiership
Northern Ireland Football League (förkortat NIFL) är Nordirlands nationella fotbollsliga. Den irländska ligan bildades 1890, en vecka före den skottska, och är världens näst äldsta fotbollsliga. 2013 tog ligan sin nuvarande form med en oberoende kollektiv förvaltning över de tre högsta nivåerna i NordIrlands ligasystem, Premiership, Championship och Premier Intermediate League.
Den irländska ligan bildades ursprungligen som en fotbollsliga för hela Irland. Vid delningen av den Irländska nationen 1921 blev den irländska ligan officiell liga för Nordirland, och en separat liga och fotbollsförbund bildades för Irland. Meriter före delningen av nationen tillhör den Nordirländska fotbollsligan och samma gäller för Nordirlands landslag. Ligan kallas i folkmun fortfarande för Irish League.

## Mästare

### Antal gånger
Klubbar i kursivt existerar inte längre (Belfast Celtic, Queen's Island), eller deltar inte längre i seriespelet (Derry City).
| Klubb          | Segrar | Andraplatser | Segersäsonger |
| -------------- | ------ | ------------ | --- |
| Linfield       | 57     | 24           | 1890–91, 1891–92, 1892–93, 1894–95, 1897–98, 1901–02, 1903–04, 1906–07, 1907–08, 1908–09, 1910–11, 1913–14, 1921–22, 1922–23, 1929–30, 1931–32, 1933–34, 1934–35, 1948–49, 1949–50, 1953–54, 1954–55, 1955–56, 1958–59, 1960–61, 1961–62, 1965–66, 1968–69, 1970–71, 1974–75, 1977–78, 1978–79, 1979–80, 1981–82, 1982–83, 1983–84, 1984–85, 1985–86, 1986–87, 1988–89, 1992–93, 1993–94, 1999–2000, 2000–01, 2003–04, 2005–06, 2006–07, 2007–08, 2009–10, 2010–11, 2011–12, 2016–17, 2018–19, 2019–20, 2020–21, 2021–22, 2024–25 |
| Glentoran      | 23     | 23           | 1893–94, 1896–97, 1904–05, 1911–12, 1912–13, 1920–21, 1924–25, 1930–31, 1950–51, 1952–53, 1963–64, 1966–67, 1967–68, 1969–70, 1971–72, 1976–77, 1980–81, 1987–88, 1991–92, 1998–99, 2002–03, 2004–05, 2008–09 |
| Belfast Celtic | 14     | 4            | 1899–1900, 1914–15, 1919–20, 1925–26, 1926–27, 1927–28, 1928–29, 1932–33, 1935–36, 1936–37, 1937–38, 1938–39, 1939–40, 1947–48 |
| Crusaders      | 7      | 5            | 1972–73, 1975–76, 1994–95, 1996–97, 2014–15, 2015–16, 2017–18 |
| Distillery     | 6      | 8            | 1895–96, 1898–99, 1900–01, 1902–03, 1905–06, 1962–63 |
| Cliftonville   | 5      | 7            | 1905–06, 1909–10, 1997–98, 2012–13, 2013–14 |
| Portadown      | 4      | 10           | 1989–90, 1990–91, 1995–96, 2001–02 |
| Glenavon       | 3      | 10           | 1951–52, 1956–57, 1959–60 |
| Larne          | 2      | 0            | 2022–23, 2023–24 |
| Coleraine      | 1      | 12           | 1973–74 |
| Derry City     | 1      | 7            | 1964–65 |
| Queen's Island | 1      | 3            | 1923–24 |
| Ards           | 1      | 1            | 1957–58 |

### Mästare (NIFL Premiership)
| Säsong  | Segrare         | Referens      | Notering |
| ------- | --------------- | ------------- | --- |
| 2013/14 | Cliftonville FC | [ 4 ]         | |
| 2014/15 | Crusaders FC    | [ 5 ]         | |
| 2015/16 | Crusaders FC    | [ 6 ]         | |
| 2016/17 | Linfield FC     | [ 7 ]         | |
| 2017/18 | Crusaders FC    | [ 8 ]         | |
| 2018/19 | Linfield FC     | [ 9 ]         | |
| 2019/20 | Linfield FC     | [ 10 ] [ 11 ] | P.g.a. covid-pandemin spelades bra 31 av 38 omgångar.                                                                   |
| 2020/21 | Linfield FC     | [ 12 ]        | P.g.a. covid-pandemin startade säsongen två månader senare än vanligt.                                                  |
| 2021/22 | Linfield FC     | [ 13 ]        | Säsongen startade i slutet i stället för början av augusti eftersom föregående säsong föresenats p.g.a. covid-pandemin. |

### Fotnoter
1. ↑  ”Newsletter”. Newsletter. http://www.newsletter.co.uk/sport/football/irish-league.
2. ↑  ”ITV”. ITV. http://www.itv.com/news/utv/story/2017-04-08/saturdays-action-from-the-irish-league/.
3. ↑  ”Northern Ireland Football - latest NI football news - BBC Sport”. BBC News. https://www.bbc.com/sport/football/irish.
4. ↑  http://www.rsssf.com/tablesn/nil2014.html
5. ↑  http://www.rsssf.com/tablesn/nil2015.html
6. ↑  http://www.rsssf.com/tablesn/nil2016.html
7. ↑  http://www.rsssf.com/tablesn/nil2017.html
8. ↑  http://www.rsssf.com/tablesn/nil2018.html
9. ↑  http://www.rsssf.com/tablesn/nil2019.html
10. ↑  http://www.rsssf.com/tablesn/nil2020.html
11. ↑  Linfield FC utropades till mästare efter att serien avbrutits på grund av Coronapandemin
12. ↑  http://www.rsssf.com/tablesn/nil2021.html
13. ↑  http://www.rsssf.com/tablesn/nil2022.html